# Ulica Celna w Warszawie
Ulica Celna w Warszawie – ulica warszawskiego Starego Miasta, biegnąca od Rynku Starego Miasta i ul. Jezuickiej do ul. Brzozowej.

## Historia
Utworzona w końcu XIII wieku jako bardzo wąska droga prowadząca do furty w murach miejskich. Pod koniec XIV stulecia u wylotu ulicy wybudowana została brama włączona w ciąg murów obronnych miasta, zwana Bramą Gnojną, od pobliskiego wysypiska śmieci – Gnojnej Góry. Stąd ulica nosiła dawniej nazwę Gnojna lub Gnojowa. Obecna nazwa, nadana w 1833, nawiązuje do Komory Celnej znajdującej się w tamtym czasie u wylotu ulicy Bugaj.
Zachodnia część ulicy uzyskała zabudowę już u schyłku średniowiecza; były to jednak oficyny i boczne elewacje kamienic przyporządkowanych numeracji ulic Brzozowej i Jezuickiej.
W roku 1833 wyburzono średniowieczną Bramę Gnojną, zaś w 1835 rozebrano część zabudowań przy południowej pierzei, co pozwoliło na poszerzenie ulicy.
W roku 1923 Gnojna Góra została zabudowana zespołem domów Pocztowej Kasy Oszczędności, projektu Mariana Lalewicza. Wschodni odcinek Celnej został wtedy ukształtowany jako ciąg monumentalnych schodów między budynkami.
W 1944 zabudowa ulicy została wypalona, i częściowo zburzona; zespół gmachów Pocztowej Kasy Oszczędności po wojnie został rozebrany, zaś ulica skrócona do ul. Brzozowej.
Przy ulicy zachował się relikt dawnej Bramy Gnojnej wybudowanej pod koniec XIV wieku. Miała ona postać prostokątnej wieży z przejazdem.
Fragment muru wtopiony w ścianę przylegającej do ul. Celnej kamienicy Patrycjuszowskiej Burbachów przy ul. Brzozowej 5 został odsłonięty i wyeksponowany w latach 1956–1957. Wraz z nim odsłonięto i częściowo zrekonstruowano wylot dawnej uliczki podmurnej, przesklepionej w XVI wieku.